# AIK banka Niš
AIK banka Niš (en serbio: Agroindustrijsko komercijalna banka a.d. Niš) es un banco independiente serbio que tiene su sede social en la ciudad de Niš, en Serbia. AIK banka es un acrónimo de Agroindustrijsko komercijalna banka, «banca comercial de la industria agroalimentaria». Desde octubre de 2005, cotiza en la bolsa de Belgrado.

## Historia
En 1976, AIK banka Niš fue fundada como un banco interno del complejo agroindustrial de Niš. AIK Banka pudo funcionar oficialmente como un banco, después de haber obtenido la autorización de la Banca Nacional de Yugoslavia (NBJ). Fue registrada como sociedad por acciones en 1995.

## Presentación
En la bolsa de Belgrado, el banco está referenciado con el código AIKB. Sus acciones se pueden consultar en línea. Después de la revisión efectuada el 3 de enero de 2008, AIK banka Niš figura entre las 15 empresas del índice bursátil de referencia de este mercado, el BELEX15.

## Adquisición
El 11 de septiembre de 2006, el banco griego ATEbank anunció la adquisición del 24,99% de las acciones ordinarias y del 24,99% de las acciones preferentes de AIK banka Niš, por un montante que no ha sido revelado. El 24 de abril de 2007, las acciones de AIK banka en la bolsa de Belgrado alcanzaron su nivel record de cotización con un valor de 15.829 dinares serbios (199,125 euros).